# Egg (雑誌)
『egg』（エッグ）は、エイチジェイが運営し、大洋図書が刊行する女性向けファッション雑誌。
1995年、創刊。2014年7月号でいったん休刊。2018年、YouTubeやInstagramといったSNSを軸にweb版で復活。2019年5月1日、復刊号を発売。

## 歴史
1995年（平成7年）、ミリオン出版より創刊した。発行人は、同社でディスコ情報誌『HEAVEN'S DOOR』などを手がけた中川一晃。中川編集長は、創刊からミリオン出版が大洋図書に吸収された後も、編集長職を10年以上務め上げた。一部で、クリエイティブディレクターの米原康正が『egg』の創刊者となっているが、いち外注スタッフに過ぎず、eggとの関わりはほとんどない。当時の女子高生のリアルを切り取り、以後のギャル文化に大きな影響を与えた。なお当時は、女子高生、ルーズソックス、へそ出しルック、小室サウンド、PHSなどが流行した。
2014年5月31日発売の7月号で休刊となると報じられる。
2018年3月21日、『web版egg』として復活した。web版では、「株式会社MRA」が実制作を手がけ、大洋図書はライセンス管理で関与している。
2019年5月1日、復刊号を発売。
2022年3月、株式会社MRA代表の赤荻瞳が『egg』編集長退任とともに、『渋谷女子インターナショナルスクール』の校長に就任し、MRAの事業内容を教育事業に変更。後任としてHappie nutsや小悪魔agehaなど様々な雑誌を販売している株式会社エイチジェイが運営元となる。

## 企画
- 1996年、音楽プロデューサーである伊秩弘将主宰のボーカル&ダンスユニットHIMプロデュースのもと、本誌と連動企画のガールズユニットHIM-eggが結成され、シングル「AS TIME GOES BY」でSony Recordsよりデビュー。
- 1997年、『egg』の人気読者モデルだったCHIKAを中心に、AKI、HIROの3人で「deeps」が結成され、シングル「Love is Real」でデビュー。

## モデル

### 現行
- erika（中村恵李花）
- SERINA（佐藤芹菜）
- あいさ（細川愛沙）
- あいみ（伊藤愛依海）
- あいめろ（愛朱）
- ウテナ
- かえちゃ（能田楓）
- きら（金沢絆愛）
- ここあ（中山心愛）
- じゅな（朝倉樹菜）
- ねおん（中村音穏）
- まなぺこ（石川茉奈美）
- マリサ（浅井マリサ）
- みうちゃろ（榎田美羽）
- ゆあ
- ゆあな（橋本結愛奈）
- ゆいちゃみ（古川結菜）
- らん（稲村蘭）

### メンズ
- あゆむ（清水歩）
- おうが（関凰我）
- けいし（三島啓史）

### girls
- くれあ（藤村くれあ）
- ここみ
- じゅでぃ（福岡じゅでぃ）
- ちゃんみら（羽柴未來）
- のあんで（渡邉乃愛）
- ひなぴこ（十河日菜）
- りゆ（大堀莉優）
- ルナ（村上瑠奈）

### 過去
- 宮下美恵
- えんひろ（遠藤裕美）
- 畑沢葵
- HiROMi
- 青木のあ
- 堀越まり
- 今井華
- 細井宏美
- 根本弥生
- 越川真美
- 高橋由真（ゆまち）
- 鈴木愛美（まにゃ）
- 平澤仁見
- 柾川恵（まさめぐ）
- 斉藤みらい
- えりちょす（郡司英里沙）
- ぐぐ（判治胡桃）
- ゆん（熊崎優美）
- みほっこ
- さきっくま（松岡咲）
- ぴと（甲村仁絵）
- あやかてぃーん（石山彩花）
- 加藤夏歌
- もも（伊藤桃々）
- あいみ（松葉愛海）
- なぎ（高澤凪）
- まぁみ（小田愛実）
- せいな（松田聖菜）
- ゆうちゃみ（古川優奈）
- りせり（松永梨星）
- いちご（中家苺）
- きぃぃりぷ（鈴木綺麗）
- みりちゃむ（大木美里亜）
- ゆずは（雨宮由乙花）
- ハリュー
- MAHIRO（関天優）
- あいり（前川愛莉）
- おひな（夘余野陽奈乃）
- ももあ（瀬戸ももあ）
- りあな（染谷莉亜奈）
- 読者モデル
  - ゆきぽよ
  - ガオ
  - みちゅ君
  - まりたん
  - 田中桃
  - みんみ
  - かなやん
  - 江崎ななほ
  - かなぱそ
  - げーはーこ
- ママモデル
  - リホ・ケイト
  - きよみん
  - 高橋舞（まいぷぅ）
- 元読者モデル
  - 押切もえ
  - 森摩耶
  - まいち
  - 坂本礼美

など